# Cimitero di Allegheny
Il cimitero di Allegheny (Allegheny Cemetery) è un cimitero rurale di Pittsburgh, negli Stati Uniti d'America, inaugurato nel 1844. Si tratta di uno dei primi e più grandi luoghi di sepoltura di Pittsburgh, nonché il sesto cimitero rurale più antico degli Stati Uniti.

## Storia
Nel 1834, il dottor J. Ramsey Speer, Stephen Colwell e John Chislett Sr., che facevano parte della Third Presbyterian Church di Pittsburgh, decisero di fondare un cimitero rurale vicino a Pittsburgh. Poco più tardi, Speer visitò il cimitero di Mount Auburn, che era a pochi chilometri da Boston, quello di Laurel Hill, a Filadelfia, e quello di Green-Wood, che si trova a New York. Nel 1842 i tre scelsero di gettare le basi di un cimitero presso la fattoria di 40 ettari del colonnello Bayard. l'Act of Incorporation che permetteva la costruzione del cimitero venne approvato dalla legislatura della Pennsylvania, e fu firmato dal governatore David R. Porter il 24 aprile 1844.
Nel 1973, la Butler Street Gatehouse, che si trova nel cimitero, venne inserita nel National Register of Historic Places. Nel 1980, venne inserito nel National Register il cimitero nella sua totalità.

## Descrizione
Il cimitero di Allegheny si trova al numero 4734 di Butler Street, nel quartiere di Lawrenceville, è delimitato dalle aree di Bloomfield, Garfield e Stanton Heights, ed è collocato sul versante nord delle colline sopra il fiume Allegheny. 
Il cimitero è collocato su un terreno collinare ricco di aree forestali, ed è decorato da opere scultoree di Henri Kirke Brown e Carl Conrads, e altri monumenti, fra cui un memoriale agli eroi della marina del 1848 situato sul cosiddetto "Mt. Barney" in onore del commodoro Joshua Barney e il tenente James L. Parker, e un altro del 1937 dedicato a tutti i soldati esumati nel luogo. Nel corso degli anni, il luogo è divenuto sempre più grande fino a raggiungere i 120 ettari di estensione attuali.
Nel cimitero di Allegheny sono sepolte più di 124.000 persone, fra cui politici, industriali, e oltre 7.000 soldati. Molte delle salme dei combattenti che si trovano oggi nel luogo e che presero parte alla guerra franco-indiana, erano in origine situate nella cattedrale della Trinità di Pittsburgh.

## Galleria d'immagini

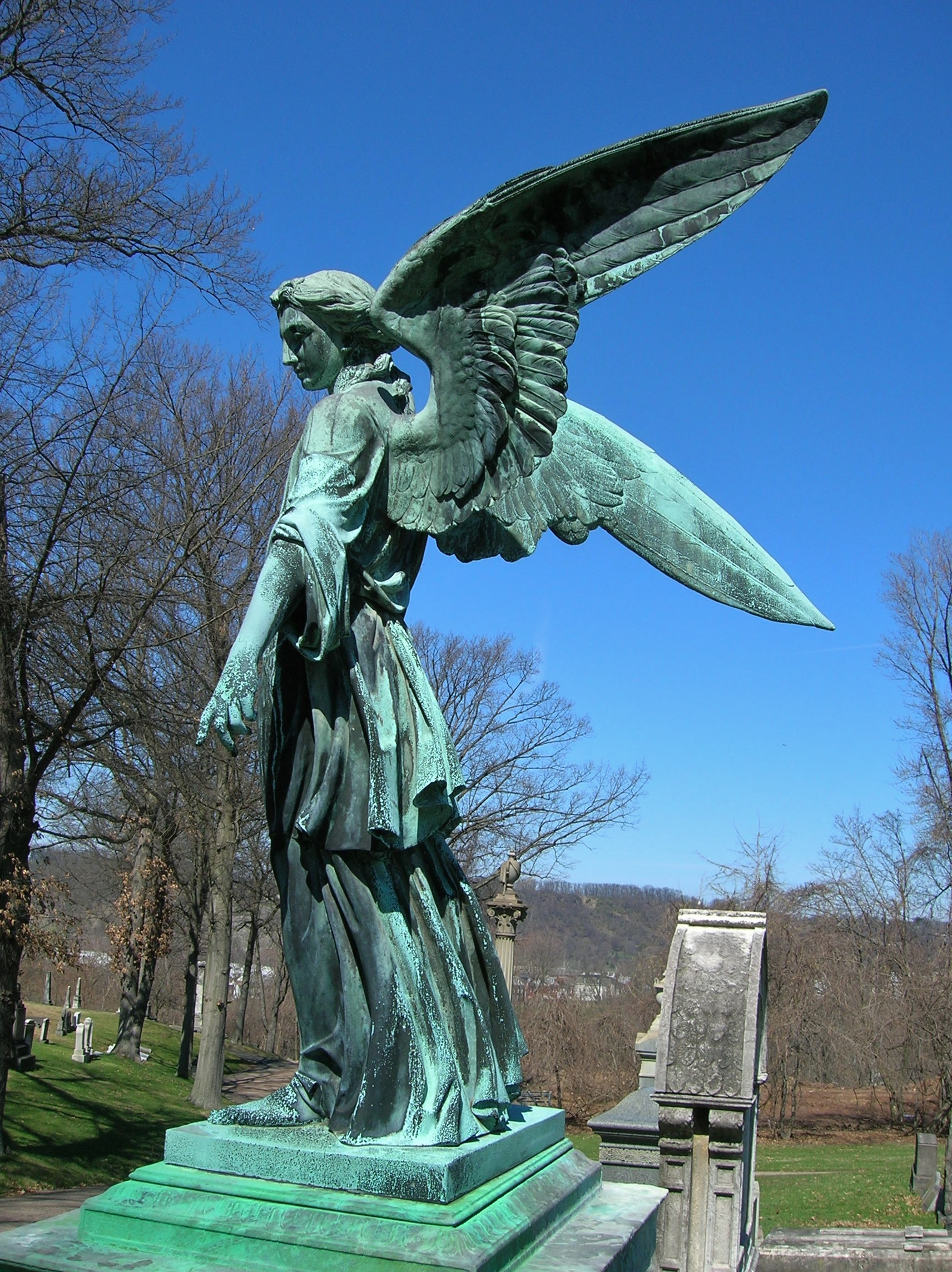
Monumento sulla tomba di James B. Hogg di Henry Kirke Brown
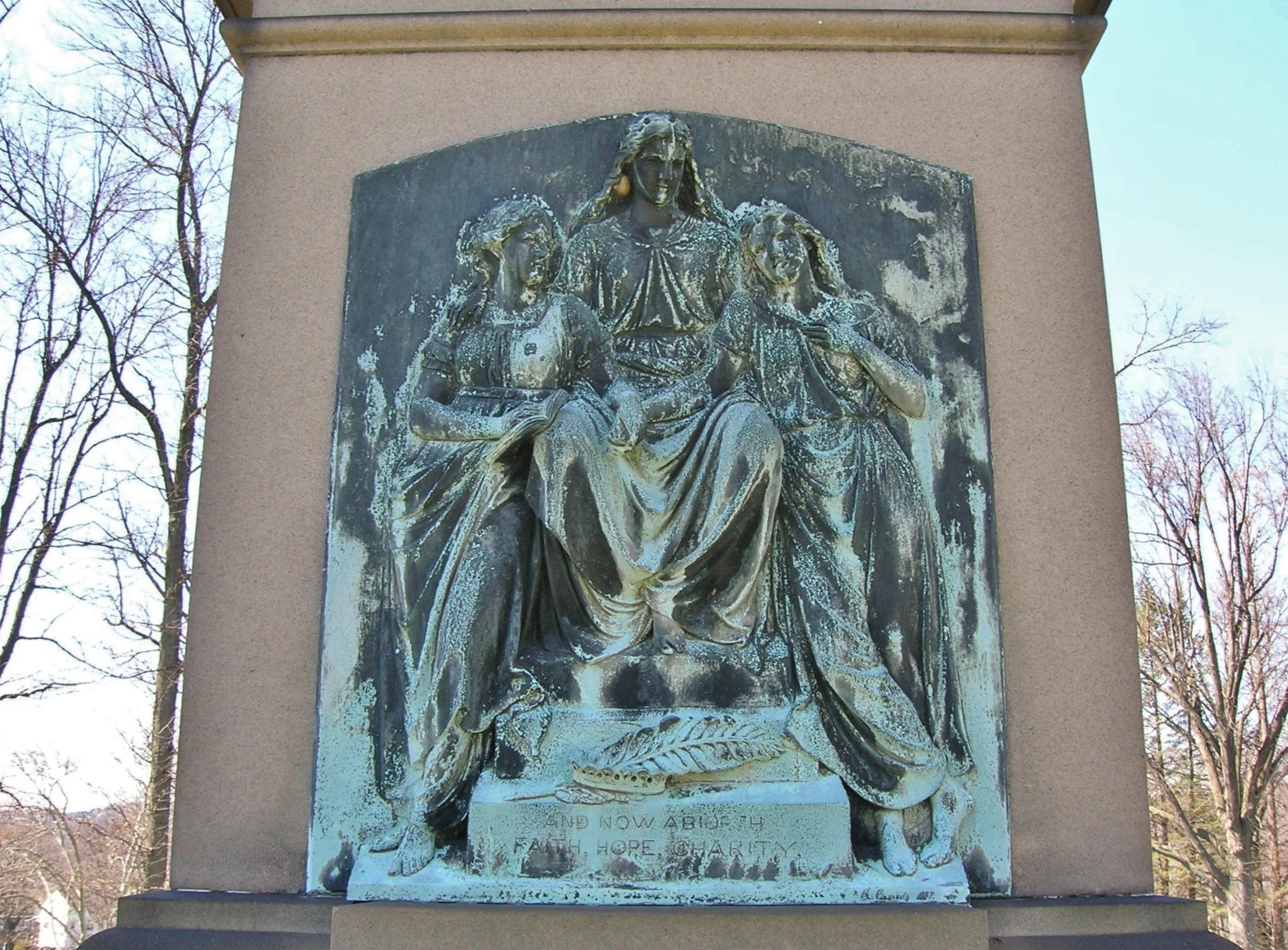
La Moorhead Column di Carl Conrads
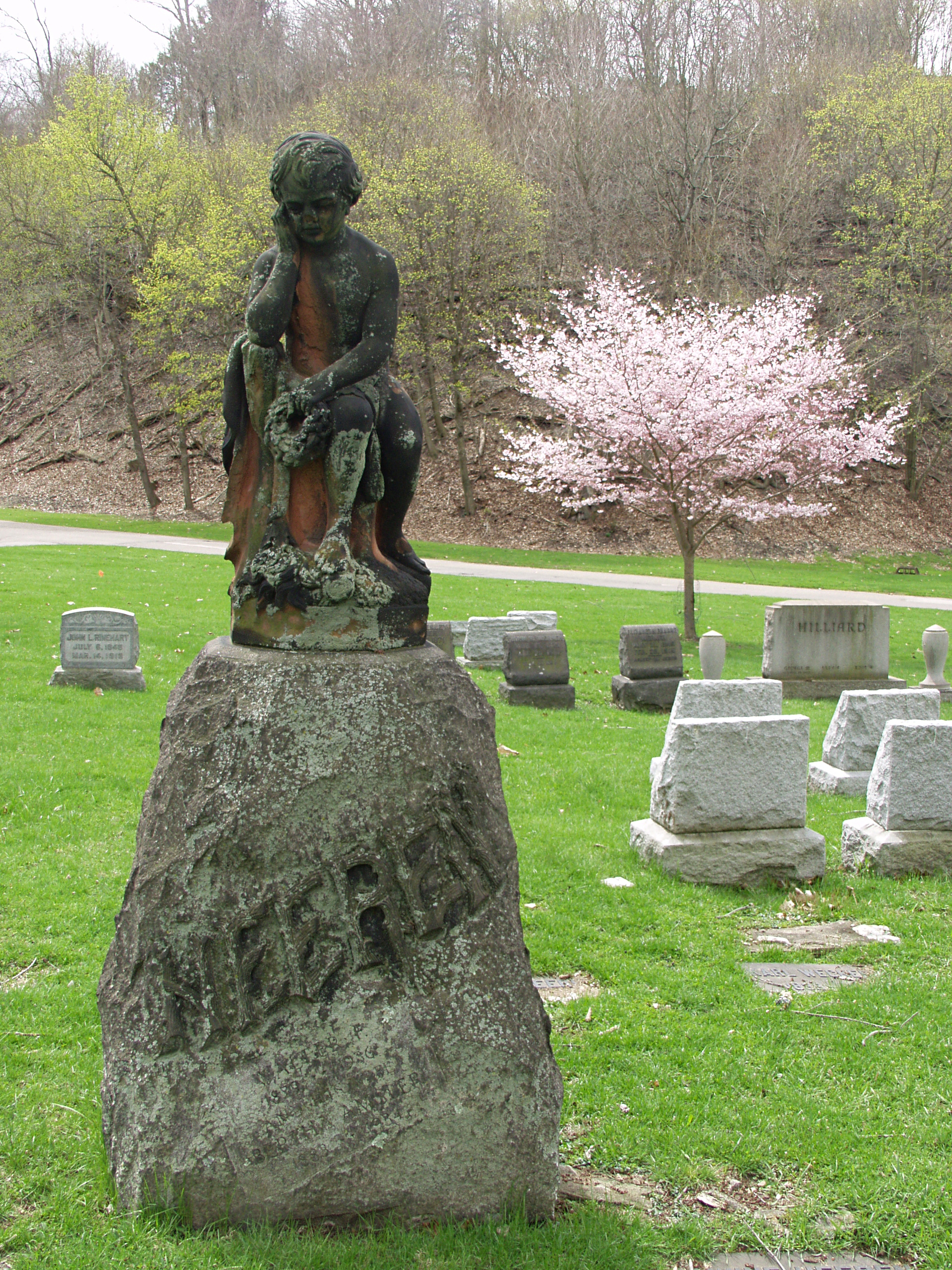
L'Hereen Monument
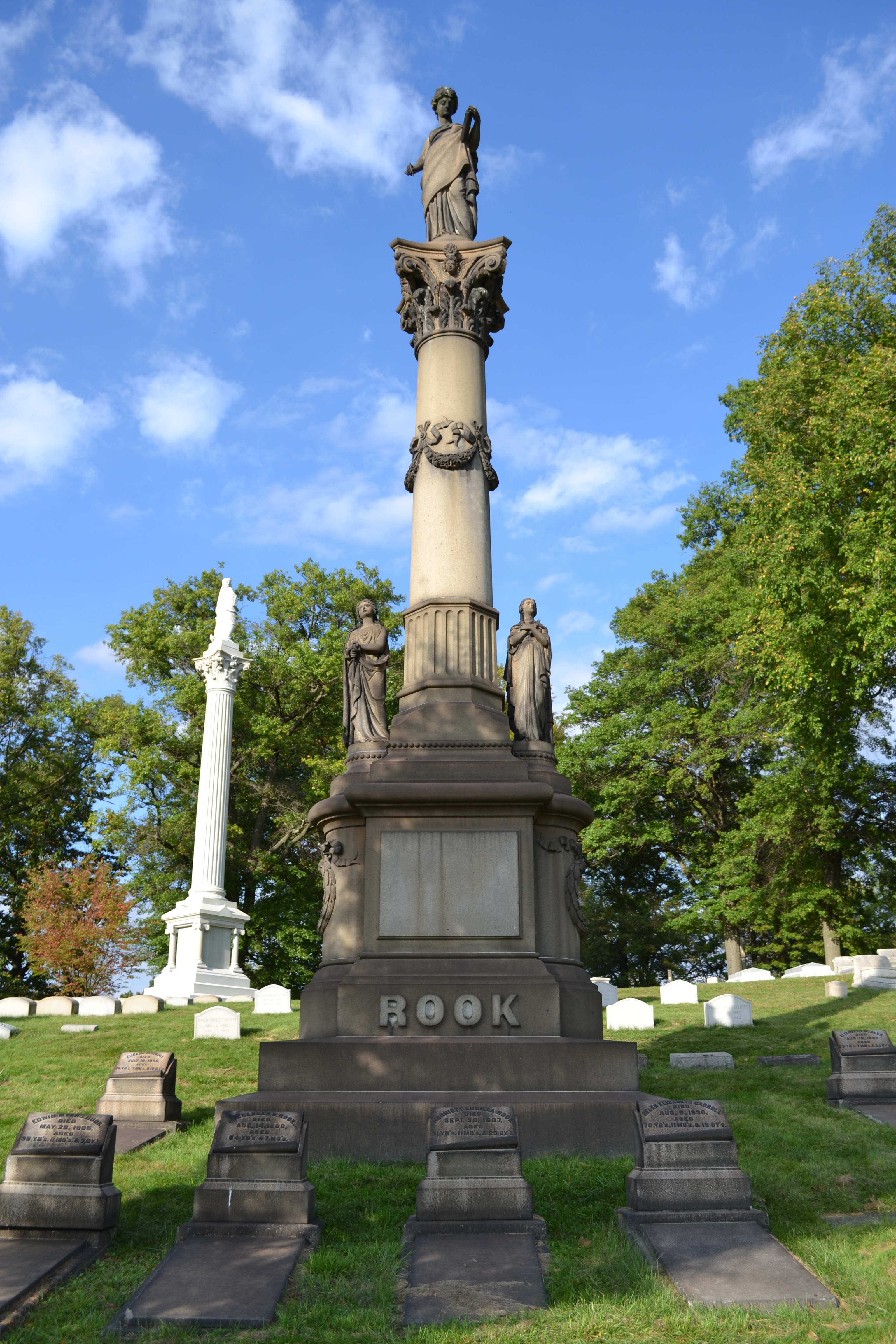
Il monumento alla famiglia Rook
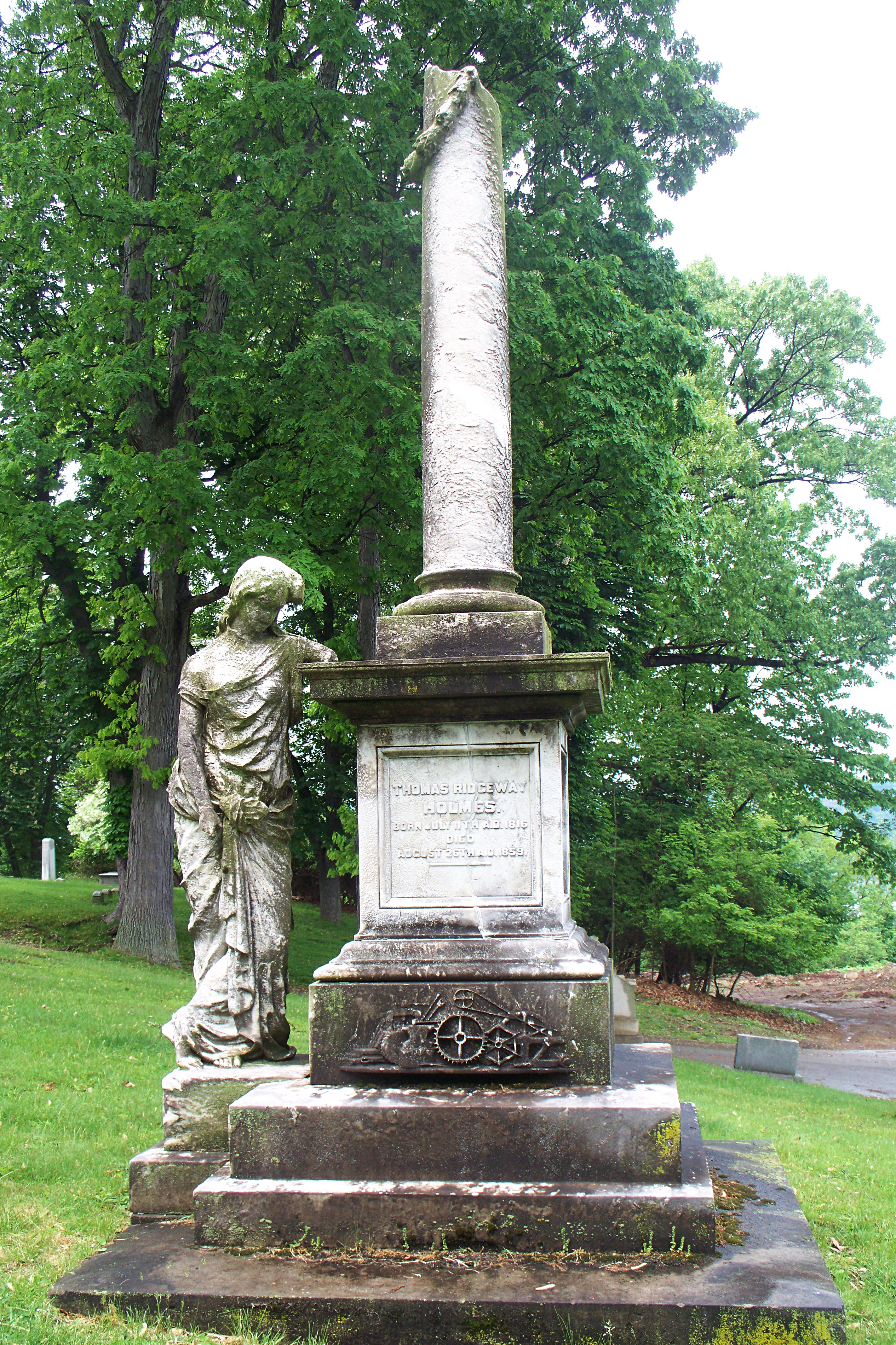
Il Thomas Ridgeway Holmes Monument
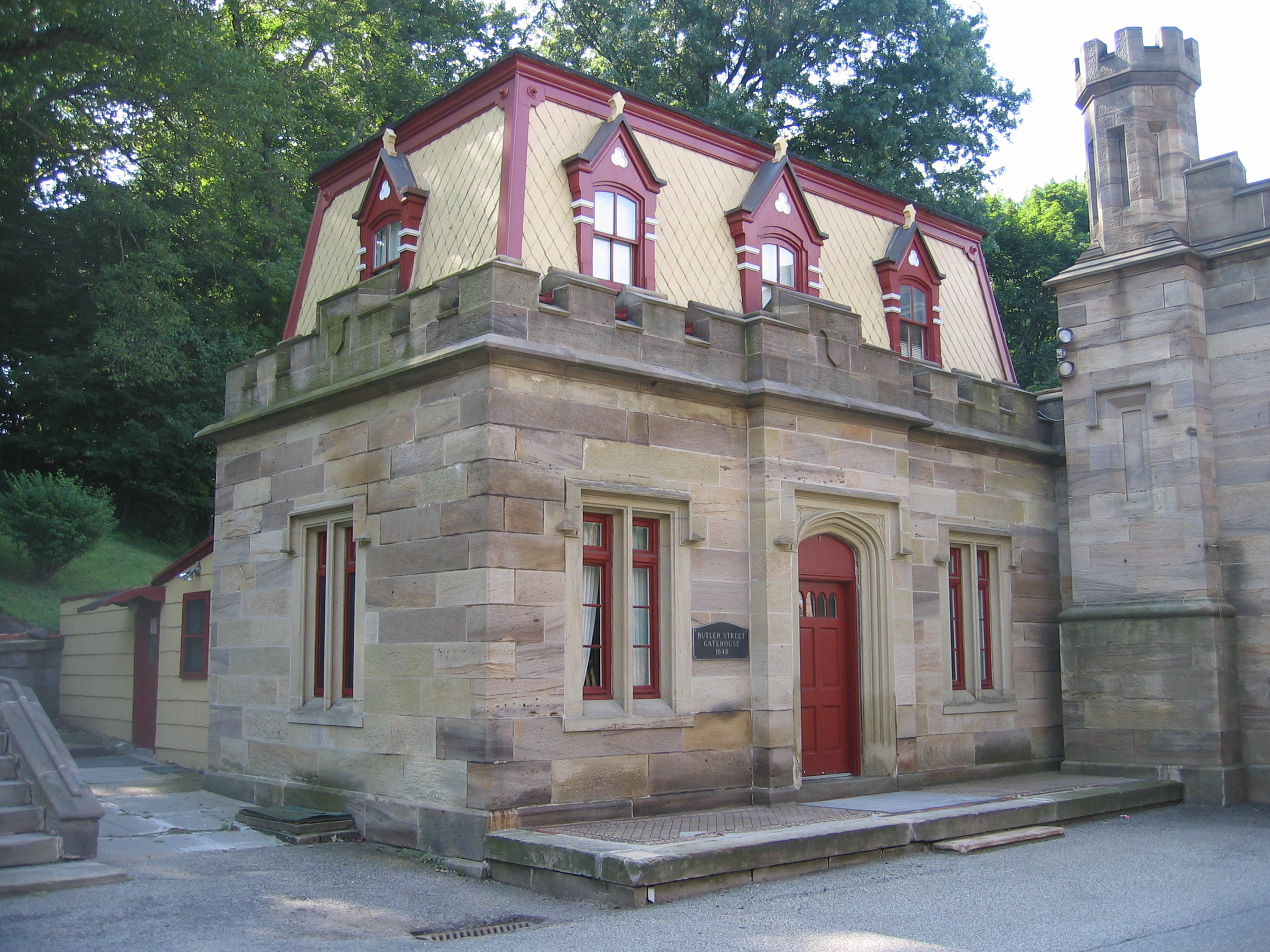
La Butler Street Gatehouse